# Bursaspor Basketbol 2021-2022
Questa voce raccoglie le informazioni riguardanti la sezione cestistica del Bursaspor nelle competizioni ufficiali della stagione 2021-2022.

## Stagione
La stagione 2021-2022 del Bursaspor Basketbol è la 3ª nel massimo campionato turco di pallacanestro, la Basketbol Süper Ligi.

## Roster
Aggiornato al 5 maggio 2022.
| Frutti Extra Bursaspor 2021-22 | Frutti Extra Bursaspor 2021-22 |
| Giocatori                      | Staff tecnico                  |
| ------------------------------ | ------------------------------ |

| N. | Naz.                                                   | Ruolo | Nome                 | Anno | Alt.   | Peso   |  |
| -- | ------------------------------------------------------ | ----- | -------------------- | ---- | ------ | ------ |  |
| 0  | Stati Uniti (bandiera) · Porto Rico (bandiera)         | GA    | John Holland         | 1988 | 196 cm | 93 kg  |  |
| 1  | Turchia (bandiera)                                     | C     | Tarık Sezgün         | 2001 | 211 cm | 113 kg |  |
| 2  | Stati Uniti (bandiera)                                 | G     | Allerik Freeman      | 1994 | 190 cm | 91 kg  |  |
| 4  | Turchia (bandiera)                                     | P     | Mithat Özalp         | 2002 | 175 cm |        |  |
| 5  | Stati Uniti (bandiera) · Montenegro (bandiera)         | P     | Derek Needham        | 1990 | 180 cm | 83 kg  |  |
| 7  | Turchia (bandiera)                                     | AG    | Metin Türen          | 1994 | 207 cm | 102 kg |  |
| 8  | Turchia (bandiera)                                     | G     | Birkan Batuk (C)     | 1990 | 196 cm | 87 kg  |  |
| 9  | Turchia (bandiera)                                     | P     | Ömer Al              | 1998 | 181 cm | 79 kg  |  |
| 10 | Turchia (bandiera)                                     | G     | Onuralp Bitim        | 1999 | 197 cm | 93 kg  |  |
| 11 | Serbia (bandiera)                                      | G     | Dragan Milosavljević | 1989 | 198 cm | 91 kg  |  |
| 12 | Stati Uniti (bandiera)                                 | P     | Andrew Andrews       | 1993 | 188 cm | 91 kg  |  |
| 13 | Stati Uniti (bandiera) · Rep. Centrafricana (bandiera) | C     | Kevarrius Hayes      | 1997 | 206 cm | 103 kg |  |
| 15 | Turchia (bandiera)                                     | C     | Egemen Güven         | 1996 | 213 cm | 100 kg |  |
| 20 | Turchia (bandiera)                                     | A     | Tolga Geçim          | 1996 | 206 cm | 91 kg  |  |
| 21 | Stati Uniti (bandiera)                                 | AP    | Anthony Brown        | 1992 | 201 cm | 102 kg |  |
| 22 | Turchia (bandiera)                                     | AG    | Ayberk Olmaz         | 1996 | 210 cm | 93 kg  |  |
| 23 | Stati Uniti (bandiera)                                 | AG    | Dave Dudzinski       | 1992 | 206 cm | 103 kg |  |
| 27 | Turchia (bandiera)                                     | AG    | Yağızhan Selçuk      | 1999 | 202 cm |        |  |

| Allenatore |
| - Dušan Alimpijević |
| Assistente/i |
| - Buğra Bayazıt - Serhan Kavut - Mirche Petreski - Murat Tanış Legenda - (C) Capitano - (IN) Inattivo - Infortunato Roster |

## Mercato

### Sessione estiva
| Acquisti | Acquisti             | Acquisti        | Acquisti   | Acquisti |
| R.a      | Nome                 | da              | Modalità   |          |
| -------- | -------------------- | --------------- | ---------- | -------- |
| P        | Derek Needham        | Mornar Bar      | svincolato |          |
| P        | Ömer Al              | T. Büyükçekmece | svincolato |          |
| G        | Allerik Freeman      | Qingdao Eagles  | svincolato |          |
| G        | Onuralp Bitim        | Karşıyaka       | svincolato |          |
| G        | Dragan Milosavljević | Mega Belgrado   | svincolato |          |
| AG       | Dave Dudzinski       | Anversa Giants  | svincolato |          |
| AG       | Yağızhan Selçuk      |                 | svincolato |          |
| C        | Egemen Güven         | Afyon Belediye  | svincolato |          |
| C        | Kevarrius Hayes      | ASVEL           | svincolato |          |
| C        | Tarık Sezgün         | Anadolu Efes    | svincolato |          |

| Cessioni | Cessioni          | Cessioni          | Cessioni       | Cessioni |
| R.       | Nome              | a                 | Modalità       |          |
| -------- | ----------------- | ----------------- | -------------- | -------- |
| P        | Xavier Munford    | SE Melb. Phoenix  | fine contratto |          |
| P        | Lamar Peters      | Free agent        | fine contratto |          |
| P        | Ömercan İlyasoğlu | Anadolu Efes      | fine prestito  |          |
| P        | Ender Arslan      |                   | ritirato       |          |
| G        | Marial Shayok     | Fenerbahçe        | fine contratto |          |
| GA       | Can Maxim Mutaf   | Darüşşafaka       | fine contratto |          |
| A        | Tevfik Akdamar    | Gaziantep BŞB     | fine contratto |          |
| AG       | Stefan Birčević   | U Cluj            | fine contratto |          |
| AC       | Kenny Kadji       | BCM Gravelines    | fine contratto |          |
| C        | Oğuz Savaş        | Bahçeşehir Koleji | fine contratto |          |

### Dopo l'inizio della stagione
| Acquisti | Acquisti       | Acquisti       | Acquisti        | Acquisti   |
| R.       | Nome           | da             | Data            | Modalità   |
| -------- | -------------- | -------------- | --------------- | ---------- |
| P        | Andrew Andrews | Free agent     | 1 ottobre 2021  | svincolato |
| AP       | Anthony Brown  | Free agent     | 29 ottobre 2021 | svincolato |
| AG       | Ayberk Olmaz   | Afyon Belediye | 9 dicembre 2021 | svincolato |
| A        | Tolga Geçim    | Anadolu Efes   | 7 gennaio 2022  | scambio    |
| GA       | John Holland   | UNICS Kazan'   | 8 marzo 2022    | svincolato |

| Cessioni | Cessioni             | Cessioni           | Cessioni         | Cessioni    |
| R.       | Nome                 | a                  | Data             | Modalità    |
| -------- | -------------------- | ------------------ | ---------------- | ----------- |
| G        | Dragan Milosavljević | Free agent         | 29 ottobre 2021  | rescissione |
| AG       | Yağızhan Selçuk      | Final Spor         | 31 dicembre 2021 | rescissione |
| C        | Egemen Güven         | Anadolu Efes       | 7 gennaio 2022   | scambio     |
| AP       | Anthony Brown        | Mac. Rishon LeZion | 12 gennaio 2022  | rescissione |
| G        | Allerik Freeman      | CSKA Mosca         | 2 febbraio 2022  | rescissione |